# Biblioteka Klasyki Historiografii
Biblioteka Klasyki Historiografii – seria książek historycznych wydawana od 2013 roku przez Ośrodek Myśli Politycznej w Krakowie i Muzeum Historii Polski w Warszawie. 

## Książki wydane w ramach serii
- Władysław Konopczyński, Polska a Turcja 1683-1792, Kraków - Warszawa: Ośrodek Myśli Politycznej - Muzeum Historii Polski 2013.
- Władysław Konopczyński, Kwestia bałtycka, Kraków - Warszawa: Ośrodek Myśli Politycznej - Muzeum Historii Polski 2014.
- Władysław Konopczyński, Geneza i ustanowienie Rady Nieustającej, red. Agnieszka Kuczkiewicz-Fraś, Kraków - Warszawa: Ośrodek Myśli Politycznej - Muzeum Historii Polski 2014.
- Władysław Konopczyński, Polska a Szwecja. Od pokoju oliwskiego do upadku Rzeczpospolitej 1660-1795, Kraków - Warszawa: Ośrodek Myśli Politycznej - Muzeum Historii Polski 2015.
- Władysław Konopczyński, Stanisław Konarski, Kraków - Warszawa: Ośrodek Myśli Politycznej - Muzeum Historii Polski 2015.
- Władysław Konopczyński, Dzieje parlamentaryzmu angielskiego, Kraków - Warszawa: Ośrodek Myśli Politycznej - Muzeum Historii Polski 2017.